# Федерация тенниса России
Федерация тенниса России (ФТР) — организация, курирующая вопросы тенниса в России: подготовку судей, проведение турниров, развитие детского тенниса. Создана 9 апреля 1989 года как Всероссийская теннисная ассоциация (ВТА), реорганизована в Федерацию тенниса России 11 февраля 2002 года. Штаб-квартира в Москве.
Официальный преемник Федерации тенниса РСФСР (с 1990 года) и Федерации тенниса СССР (с 1993 года).
ФТР — исторический преемник Всероссийского союза лаун-теннис-клубов, появившегося в июне 1908 года. С 1913 — один из основателей Международной федерации тенниса (ITF).
Членами ФТР являются 73 региональных спортивных федерации тенниса.  
ФТР является членом Международной федерации тенниса (ITF) и Европейской теннисной ассоциации (Tennis Europe).  
Под эгидой ФТР на территории России проводится более 50 международных соревнований различной категории, в том числе Кубок Дэвиса, Кубок Федерации, турниры ATP и WTA.  
6 мая 2022 года членство Федерации тенниса России и Белорусской теннисной федерации в Международной федерации тенниса было приостановлено. Перед этим ITF уже отстранила Россию и Белоруссию от командных турниров.

## Руководство
- Почетный президент — Калагурский, Ярослав Иванович[3]
- Президент — Тарпищев, Шамиль Анвярович
- Вице-президенты:

1. Бокарев, Андрей Рэмович
2. Бакулев, Владимир Всеволодович
3. Вихарев, Дмитрий Владимирович
4. Гордеев Александр Юрьевич
5. Кафельников, Евгений Александрович
6. Коряжкин, Николай Иванович
7. Лазарев, Владимир Александрович
8. Мыскина, Анастасия Андреевна
9. Пантелеев, Евгений Алексеевич
10. Селиваненко, Алексей Евгеньевич
11. Скородумова, Анна Петровна
12. Шатхин, Яков Савельевич (генеральный секретарь)
13. Юмашева, Полина Валентиновна

## Президенты
- Михалков, Никита Сергеевич (1989—1995)
- Калагурский, Ярослав Иванович (1995—1999)
- Тарпищев, Шамиль Анвярович (1999-н.в.)

### Председатели Федерации тенниса РСФСР
- Малинин, Георгий Андреевич (1959-1968)
- Островой, Сергей Григорьевич (1968-1989)

### Председатели Федерации тенниса СССР
- Волк, Игорь Петрович (1985-1991)
- Тарпищев, Шамиль Анвярович (1991-1992)